# Anton Poljakov
Anton Eduardovyč Poljakov (in ucraino Антон Едуардович Поляков?; Černihiv, 11 novembre 1987 – Kiev, 8 ottobre 2021) è stato un politico ucraino.

## Biografia
È nato a Černihiv nella Repubblica Socialista Sovietica Ucraina dove si è poi diplomato.
Alle elezioni parlamentari del 2019 si è candidato nelle file del partito Servitore del Popolo (SN) nel collegio uninominale 206, che copre parte del territorio di Černihiv, venendo eletto alla IX legislatura della Verchovna Rada. Membro della Commissione sulla politica anticorruzione è stato espulso dal gruppo parlamentare il 15 novembre 2019 insieme alla collega Anna Skorochod poiché, secondo i dirigenti del partito, non avevano votato alcuni disegni di legge in accordo col resto del gruppo. Poljakov ha risposto che l'espulsione sarebbe stata causata dal fatto che gestisse un canale Telegram in cui criticava l'operato del suo partito, che ha spontaneamente abbandonato nel dicembre dello stesso anno.
Dopo l'espulsione dal gruppo parlamentare è rimasto tra i non iscritti. Nell'aprile 2020 ha presentato 6000 emendamenti ad un disegno di legge riguardante la proprietà di PrivatBank, denominato "legge anti-Kolomojs'kyj" che, insieme a quelli presentati da altri due parlamentari, hanno raggiunto il totale di 13000 emendamenti, giudicato un record per la storia legislativa ucraina.
Il 30 giugno 2020 è entrato nel gruppo parlamentare del partito Per il Futuro, facente capo all'imprenditore Ihor Kolomojs'kyj, e alle elezioni locali del 2020 si è candidato come sindaco di Černihiv con l'omonimo partito.
Il 4 ottobre 2021 ha sostenuto durante una trasmissione sul canale Ukraïna 24 che alcuni parlamentari di SN avevano accettato delle tangenti nei gabinetti del palazzo del Parlamento durante l'esame del disegno di legge sugli oligarchi. Ha sostenuto di aver testimoniato di fronte all'Ufficio nazionale anticorruzione.
La Polizia nazionale ucraina ha annunciato la sua morte a Kiev in un taxi nella mattinata dell'8 ottobre 2021 e ha aperto un'indagine per omicidio doloso, con la morte naturale come principale ipotesi. Secondo l'esame autoptico Poljakov sarebbe morto in seguito ad un'ischemia miocardica acuta provocata da una coronaropatia; l'esame tossicologico ha evidenziato la presenza di piccoli quantitativi di metadone ma la polizia ha ipotizzato che li abbia assunti consapevolmente e legalmente forse nell'ambito di un trattamento terapeutico per la dipendenza da eroina.